# Freedom (Pennsilvània)
Freedom és una població dels Estats Units a l'estat de Pennsilvània. Segons el cens del 2000 tenia 1.763 habitants.

## Demografia
Segons el cens del 2000, Freedom tenia 1.763 habitants, 687 habitatges, i 469 famílies. La densitat de població era de 1.153,7 habitants per quilòmetre quadrat.
Dels 687 habitatges en un 32,6% hi vivien nens de menys de 18 anys, en un 44% hi vivien parelles casades, en un 18,5% dones solteres, i en un 31,6% no eren unitats familiars. En el 26,9% dels habitatges hi vivien persones soles el 10,3% de les quals corresponia a persones de 65 anys o més que vivien soles. El nombre mitjà de persones vivint en cada habitatge era de 2,56 i el nombre mitjà de persones que vivien en cada família era de 3,09.
Per edats la població es repartia de la següent manera: un 25,8% tenia menys de 18 anys, un 10,4% entre 18 i 24, un 29% entre 25 i 44, un 20,8% de 45 a 60 i un 14% 65 anys o més.
L'edat mediana era de 36 anys. Per cada 100 dones de 18 o més anys hi havia 85,9 homes.
La renda mediana per habitatge era de 30.741 $ i la renda mediana per família de 38.000 $. Els homes tenien una renda mediana de 30.303 $ mentre que les dones 23.438 $. La renda per capita de la població era de 16.261 $. Entorn del 12,2% de les famílies i el 14,5% de la població estaven per davall del llindar de pobresa.

## Poblacions properes
El següent diagrama mostra les poblacions més properes.